# X Delphini
X Delphini är en pulserande variabel av Mira Ceti-typ i stjärnbilden Delfinen. 
Stjärnan varierar mellan magnitud +8,2 och 14,8 med en period av 281,04 dygn.